# Museu Casa da Hera
O Museu Casa da Hera, também conhecido como Chácara da Hera, é um museu-casa situado no Centro da cidade de Vassouras, no estado do Rio de Janeiro, no Brasil. É o melhor exemplo de habitação urbana de família rica durante o apogeu das plantações de café no vale do Paraíba. É a única residência desta região que mantém o mesmo mobiliário e tratamento original de seu interior desde o século XIX.

## História
A Casa da Hera pertenceu a Joaquim José Teixeira Leite (1812-1872), um dos mais importantes comissários de café da região e filho do barão de Itambé. Não se sabe com exatidão a data de construção da casa, mas podemos situá-la na primeira metade do século XIX (provavelmente anterior a 1836). A casa passa a ser propriedade dos Teixeira Leite por volta de 1840, quando, na iminência de seu casamento (em 1843), Joaquim compra a casa para viver com sua futura esposa, Ana Esméria (Correia e Castro) Pontes França, filha do barão de Campo Belo. Joaquim José Teixeira Leite era irmão de Francisco José Teixeira Leite, barão de Vassouras.
A última proprietária foi a filha de Joaquim José Teixeira Leite, a investidora financeira Eufrásia Teixeira Leite.
Em 1873, logo depois da morte dos pais, Eufrásia Teixeira Leite e a irmã partiram para viver em Paris. A irmã morreu na Europa em 1899 e Eufrásia somente retornou em meados da década de 1920, já no final da vida, para passar temporadas na residência dos falecidos pais (houve uma visita de Eufrásia ao Brasil em 1884/85, para acompanhar a candidatura de Joaquim Nabuco e visitar a família). Apesar de ficar praticamente fechada por quase cinquenta anos, a casa era conservada por dois empregados que recebiam, constantemente, instruções detalhadas da patroa residente em Paris.
Eufrásia Teixeira Leite faleceu em 1930 e deixou a maior parte de seus bens como herança para entidades filantrópicas de Vassouras. A Casa da Hera foi, certamente, a menor parte de sua herança.
Uma das cláusulas do testamento de Eufrásia Teixeira Leite declarava: "conservar a Chácara da Hera com tudo que nela existisse no mesmo estado de conservação, não podendo ocupar ou permitir que fosse ocupada por outros". A casa e as terras da chácara foram herdadas pelo Instituto das Irmãs Missionárias do Sagrado Coração de Jesus.
Em 1952, o ministro de relações exteriores Raul Fernandes conseguiu que a Casa da Hera fosse tombada pelo Patrimônio Histórico e Artístico Nacional como expressão do cotidiano de uma família rica de fazendeiros e comissários de café do século XIX.
Em 1965, o IPHAN - Instituto do Patrimônio Histórico e Artístico Nacional - assinou um convênio de caráter permanente com Instituto das Irmãs Missionárias do Sagrado Coração de Jesus. Pelo convênio, o instituto assumia a guarda e controle da Casa da Hera, que então passou a ser aberta à visitação pública.
A casa ficou praticamente fechada e sem ocupantes, embora preservada por empregados, desde 1873 até ser aberta à visitação pública em 1968. Portanto, constitui-se em uma verdadeira cápsula do tempo.
Atualmente, o Museu Casa da Hera é administrado pelo Instituto Brasileiro de Museus - IBRAM, órgão do Ministério da Cultura.
O Museu Casa da Hera tem, como missão principal, conservar, salvaguardar, pesquisar, expor, e difundir a história do século XIX no vale do Paraíba do Sul.

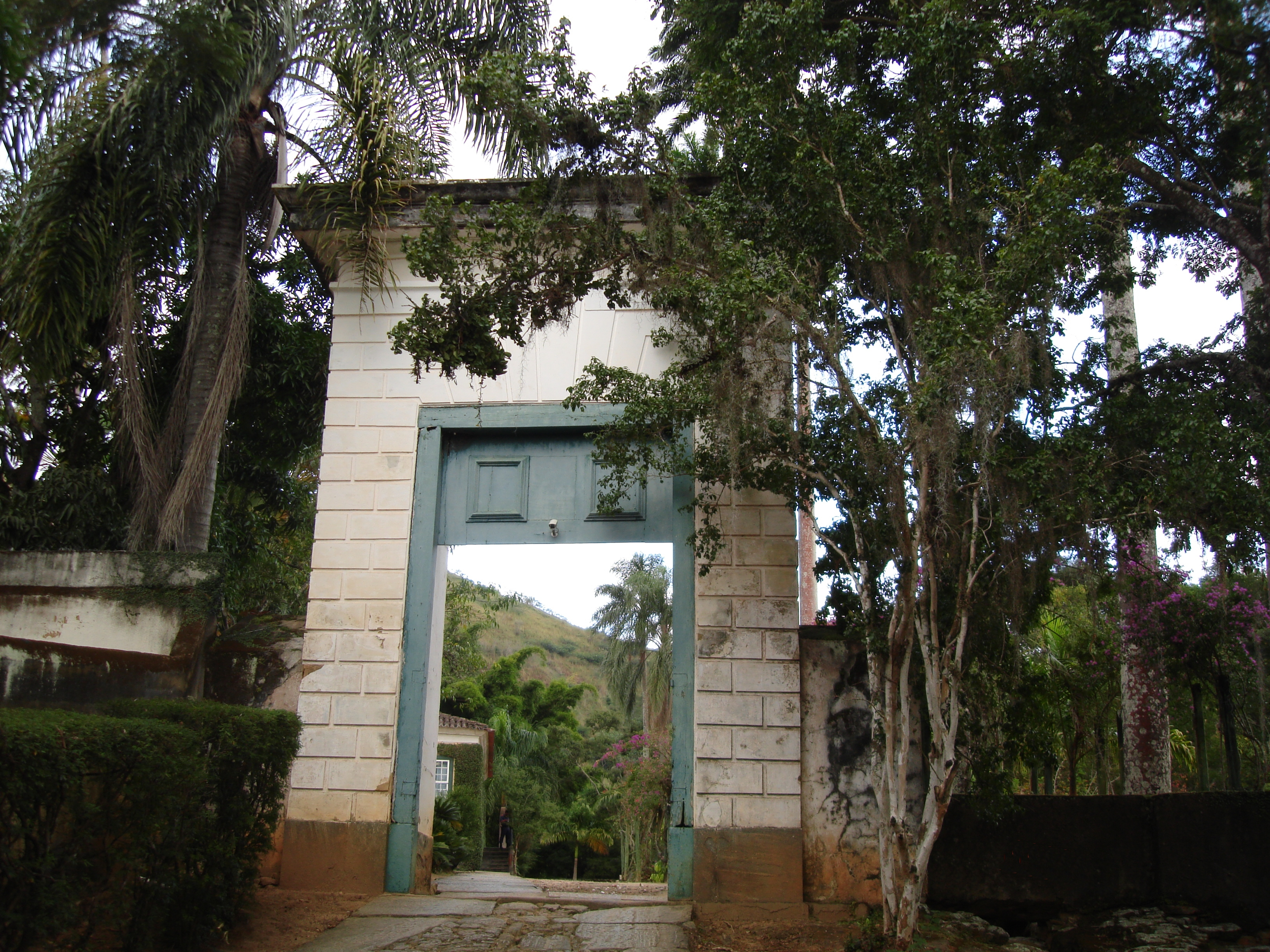
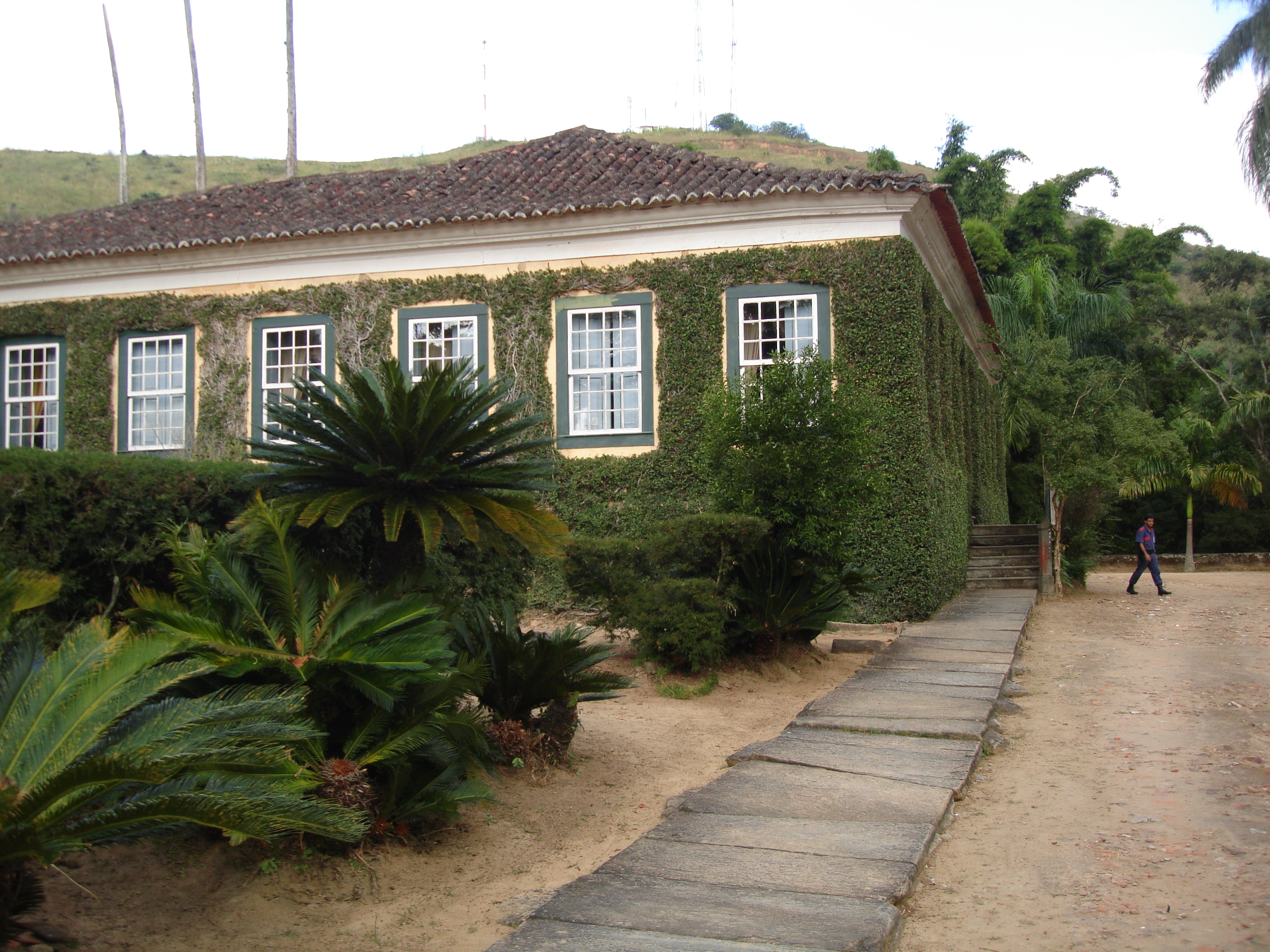
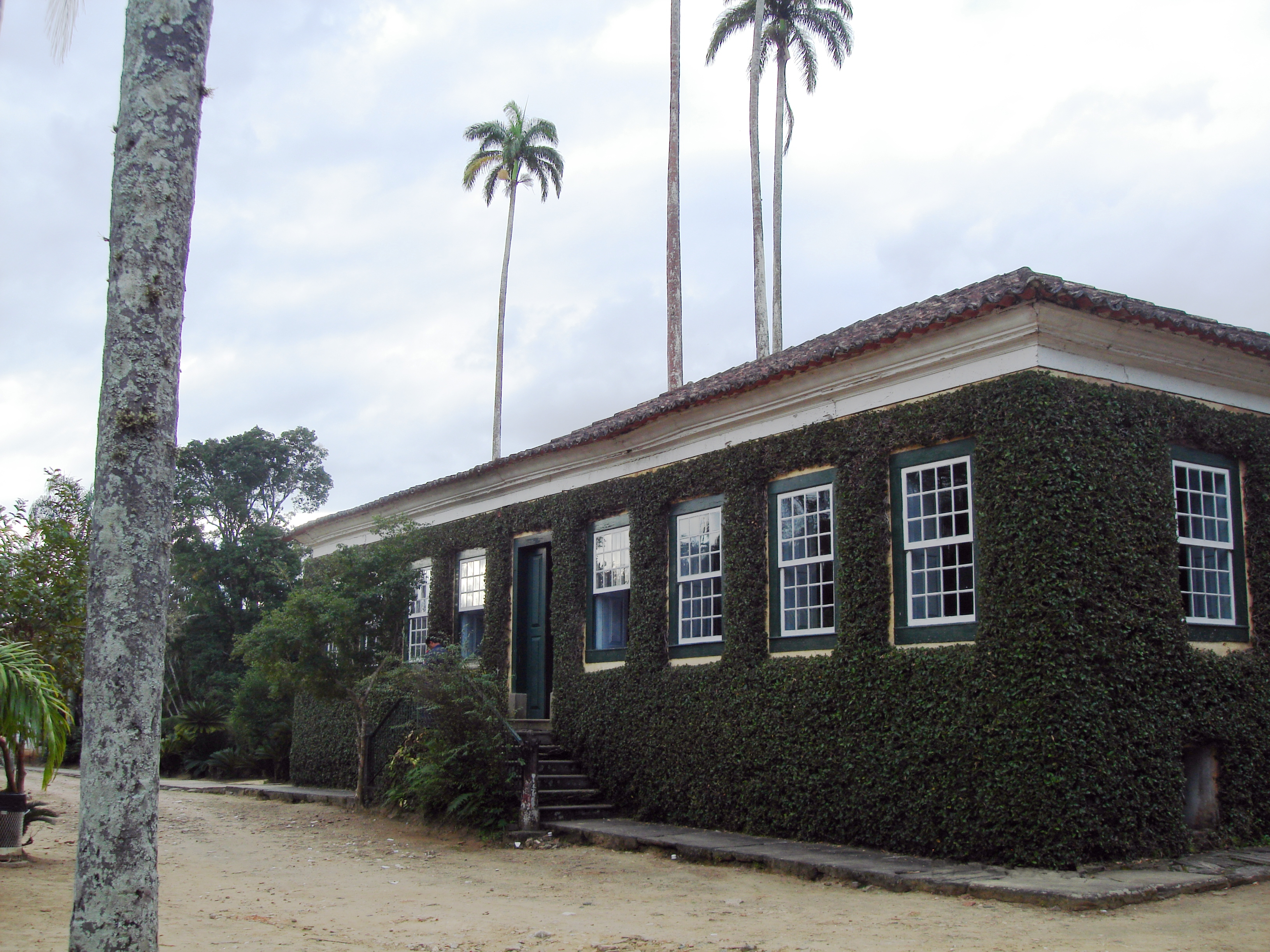
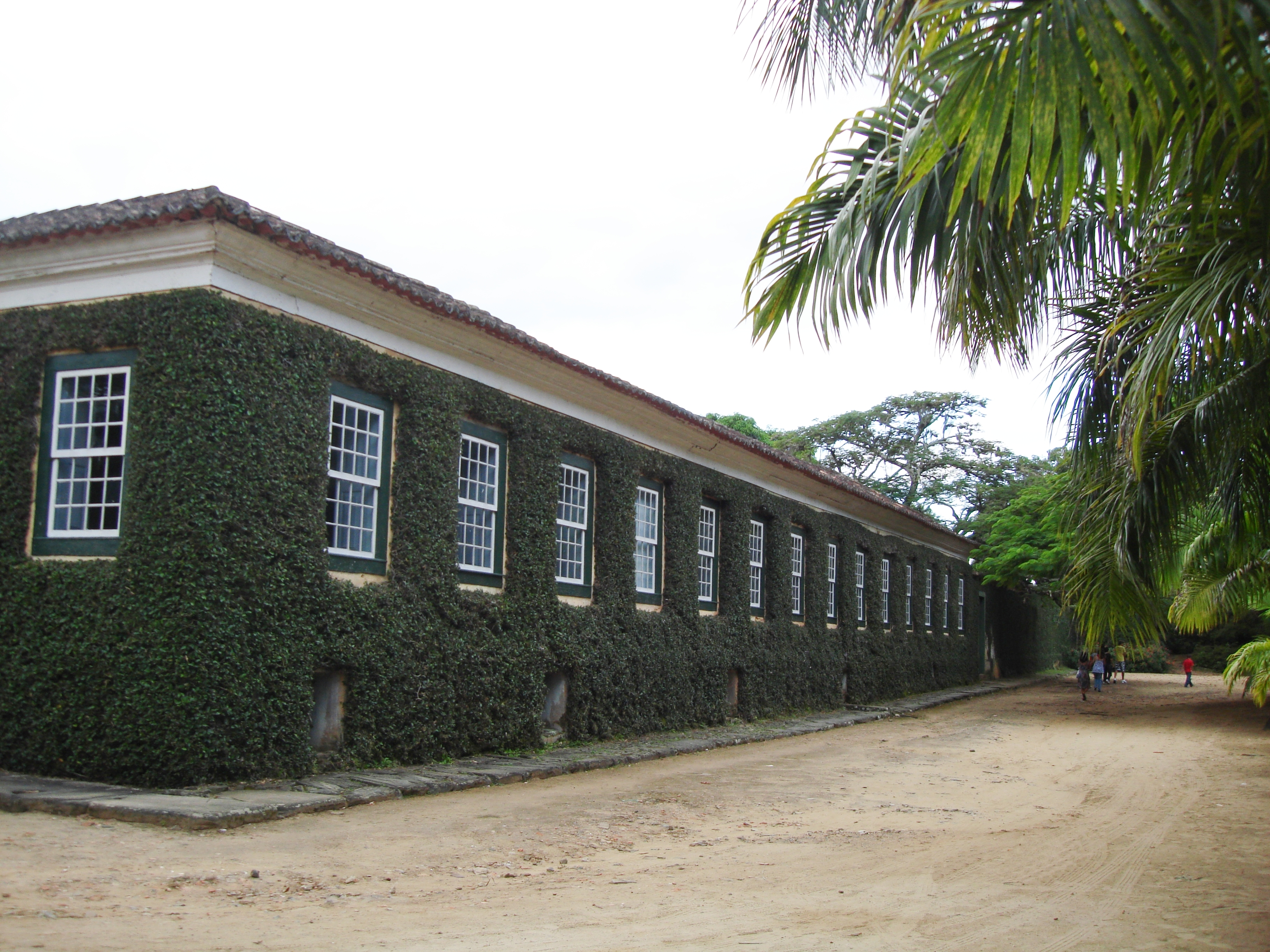

## Arquitetura
A Casa da Hera situa-se a cerca de 300 metros da Praça Barão de Campo Belo, no centro histórico da cidade de Vassouras. Sabe-se que a data de construção da casa é anterior a 1836, ano em que foi editada uma planta da vila de Vassouras, na qual a residência já aparecia. A casa está situada no alto de uma colina, no centro de uma grande chácara. A residência, com paredes externas cobertas de hera, está assentada sobre um baldrame de pedra. É uma construção tão antiga, que suas paredes não são de alvenaria: são de adobe e pau-a-pique.
Originalmente, as paredes externas da Casa da Hera eram caiadas em branco. Foi o caseiro Manuel da Silva Rebelo, que a guardava enquanto Eufrásia Teixeira Leite vivia em Paris, quem plantou a hera, em 1897, que cobriu suas paredes externas e que lhe dá um aspecto peculiar, além do nome atual.
A Chácara da Hera tem, hoje, 33 000 metros quadrados de área verde que incluem árvores frutíferas, um túnel de bambus (conhecido como Túnel do Amor) e palmeiras-imperiais. A área original era 240 594 metros quadrados. Em 1924, Eufrásia comprou a chácara Doutor Calvet, com 73 447 metros quadrados, que ficava ao lado da Chácara da Hera, no local onde atualmente está o Colégio Sul-fluminense de Aplicação, antigo Colégio Regina Coeli. As duas propriedades formavam uma área contínua de pomares e mata que ia desde quase o centro da cidade de Vassouras até o atual bairro do Madruga.
A casa possui 69 janelas (com vidraças em guilhotina, voltadas tanto para a área verde da chácara, quanto para um pátio interno) e 22 cômodos distribuídos em 4 áreas com funções bem distintas: área social; área de estar, área íntima e área de serviço.
Os ambientes sociais são os mais ricos e decorados, destacando-se pelo papel de parede de origem francesa. Ali, estão o salão vermelho, a sala de música e a sala de jantar. Os quartos são extremamente simples e mais ainda a área de serviço, com a cozinha onde se destaca o fogão a lenha e um filtro de pedra do século XIX.
A habitação prestava-se não só a residência, mas também às atividades comerciais de seu primeiro dono. Assim, além da sala comercial, há uma alcova que hospedava clientes que moravam em fazendas distantes e não podiam retornar depois da reunião de negócios.
Como toda residência do século XIX, a casa, mesmo imensa, não possuía banheiros. Uma antiga sala destinada a atividades de costura foi transformada em instalações sanitárias para uso dos visitantes do museu, sendo esta a única alteração feita desde o século XIX.

### Área dos negócios
"Os cômodos de trabalho do comissário Joaquim José Teixeira Leite são compostos pelo salão comercial, onde ele recebia políticos, fazendeiros e agentes; por um escritório e por alguns quartos onde dormiam pessoas que aportassem em sua casa para fazer negócio. Esses quartos, conhecidos como alcovas, não têm janelas, são pequenos e adjacentes ao salão comercial. A inexistência de janelas servia para dar privacidade ao resto da casa, que não era vista pelos negociantes que lá dormiam".

### Área íntima
"Esta área é formada pelos quartos da família, por um quarto de visitas e pela biblioteca. Essa era uma ala de acesso restrito aos familiares, com exceções para poucos amigos. As casas do século XIX costumavam ser pensadas não pelo olhar do morador, mas do visitante. Por isso, as áreas com decoração mais exuberante eram as sociais, já que aqueles eram os únicos cômodos a que as visitas teriam acesso. Esse hábito explica a simplicidade dos quartos, visto que precisavam conter apenas o essencial para o cotidiano de seu dono. No quarto onde provavelmente dormia Eufrásia, está um desenho dela feito em pastel, no qual Eufrásia aparece em um vestido de baile, segurando um grande leque de penas".

### Área de serviço
"Nessa área estão os cômodos do mundo dos serviços, como a cozinha e a copa. Nela restou do mobiliário original da casa o armário embutido e a mesa de madeira. O fogão a lenha original do cômodo provavelmente era de barro, embutido na parede. O que agora está no local foi uma doação e tem uma inscrição que diz: “1866 – Jacinto A. Barbosa”." 

### Área social
"Essa ala é composta pelos salões de receber, típico local onde se realizavam os bailes e saraus de música e poesia. É, certamente, a área mais requintada da casa. Existe um salão de música e um salão de recepção dos homens, ornados por vários espelhos de cristal em moldura dourada. No “salão amarelo” (também conhecido como salão de música), há um raro piano Henri Herz. Os móveis são em estilo Luís Felipe e o lustre francês feito em opalina, cristal e bronze. O salão vermelho servia para recepcionar os homens após um jantar ou sarau. Isso fica claro pelas escarradeiras presentes no local, pois fumar era hábito entre os homens. Era comum no século XIX a existência de salões próprios para conversas masculinas, notadamente de política e economia. Esse salão é ornado pela imagem mais famosa de Eufrásia: um quadro pintado na França, em 1887, por Carolus Duran. O fundo da pintura é vermelho, onde aparece Eufrásia em um vestido de baile com decote de festa, envolta em uma estola de pele de arminho. A sala de jantar é um ambiente híbrido, acumulando funções sociais e íntimas. A riqueza do ambiente, com papel de parede floral e luxuoso jogo de jantar disposto sobre uma mesa de 16 lugares, nos dá indícios de que esta sala era usada para recepcionar convidados. Ao lado da mesa temos um Conjunto Thonet, mobiliário de autoria de Michael Thonet, marceneiro alemão, cujos filhos criaram a empresa Gebrüder Thonet, em Viena, o que justifica ser conhecido como estilo austríaco. Era nesse local em que as mulheres se reuniam após as refeições para tomar café e conversar assuntos do universo feminino. As refeições diárias da família provavelmente eram feitas na mesa da copa, um ambiente mais simples e sóbrio".

## Acervo
"A maior parte do acervo é original, constante do testamento, mas alguns artigos foram doações ou aquisições do museu em leilões de peças ligadas à história da família. Na sala de jantar, destacam-se a grande mesa, a cristaleira, o conjunto de cadeiras Thonet e jogo de jantar de porcelana com filetes em ouro, e que traz as iniciais do patriarca, JJTL. Ressaltamos ainda um serviço de chá em prata, e alguns castiçais do mesmo material da linha de ourivesaria Christofle, também com as inscrições JJTL.
Esse jogo de prata chama atenção por sua produção. A empresa Christofle, que desenvolve produtos até hoje, é sinônimo de requinte. Foi fundada em 1830 pelo joalheiro francês Charles Christofle. Ele tinha um grande talento para moldar a prata em objetos que se destacavam, não só pelo design, mas também por sua qualidade. Em 1855, ele passou a ser o fornecedor oficial da corte francesa. Com isso seu nome se tornou sinônimo de luxo. Conquistou o mercado mundial, inclusive o continente da Ásia. Fabricou, até 1880, principalmente sob encomenda real e imperial, peças baseadas nos movimentos da época, como, o Art Nouveau.
Além do mobiliário, da louça de porcelana, da prataria, dos quadros, dos lustres, o museu possui vasta coleção de indumentária. Os trajes são franceses ou correspondem ao padrão de moda francês das últimas décadas do século XIX e primeiras do século XX, pois Paris era o centro da alta-costura feminina e ditava os critérios de elegância da época. São vestidos de festa, trajes para passeio, montaria, roupas para dormir; além de acessórios como sapatos, sombrinhas, chapéu e leques." 

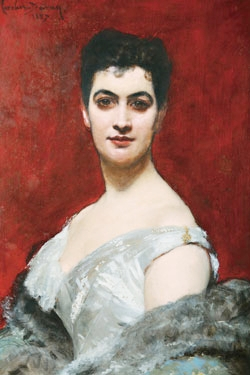
DURAN, Carolus. Paris, 1887. Óleo sobre Tela. "Eufrásia Teixeira Leite". Museu Casa da Hera/Ibram/MinC.

Como é raro encontrar peças que pertenceram a uma mesma pessoa, que cubram contextos tão diversos, reunidas em um mesmo local, essa variedade agrega grande valor à coleção do museu: sobretudo porque algumas peças são do pai da alta costura, Charles Worth. A coleção de Eufrásia assinada por Worth é composta por oito peças que se diversificam nas formas e funções de uso: dois hobbies, quatro casacos e um traje de montaria composto por saia e jaqueta. O Museu não dispõe de vestidos assinados por Worth, entretanto, na coleção geral de indumentária do Museu encontramos vestidos de baile ricamente decorados, outros de uso cotidiano finamente bordados. Os sessenta e quatro itens de indumentária, incluídos aí as oito peças de Worth, fazem desse museu um dos mais importantes em moda no Brasil. 
A biblioteca da casa possui 890 livros e 3 000 periódicos do século XIX. A maior parte do acervo bibliográfico é de livros técnicos de contabilidade e negócios utilizados pelo seu penúltimo proprietário, Joaquim José Teixeira Leite.
Há, ainda, o já mencionado piano Henri Herz, raro exemplar do século XIX, do qual só há um outro igual em Estrasburgo, na França.
O quadro de maior destaque da casa é o retrato de Eufrásia, em óleo sobre tela, de Carolus Duran, produzido em Paris em 1887.
Outros objetos de época foram doados por diversas pessoas da região.